# Endlicher Körper
In der Algebra, einem Teilgebiet der Mathematik, ist ein endlicher Körper oder Galoiskörper (nach Évariste Galois) ein Körper mit einer endlichen Anzahl von Elementen, d. h. eine endliche Menge, auf der zwei als Addition und Multiplikation verstandene Grundoperationen definiert sind, sodass die Menge zusammen mit diesen Operationen alle Anforderungen eines Körpers erfüllt.
Endliche Körper spielen eine wichtige Rolle in der Kryptographie und der Codierungstheorie (Vorwärtsfehlerkorrektur, zum Beispiel beim Reed-Solomon-Code). Daneben sind sie grundlegend für das Studium der Primideale im Ring der ganzen Zahlen einer endlichen Körpererweiterung von {\displaystyle \mathbb {Q} } im Rahmen der algebraischen Zahlentheorie. Man vergleiche hierzu auch Verzweigung im Kontext von Erweiterungen von Dedekindringen.
Außerdem sind endliche Körper in der Geometrie als Koordinatenbereiche endlicher Geometrien von Bedeutung. Sie sind allgemeiner Koordinatenbereiche von Ebenen und Räumen in der synthetischen Geometrie. Mit Hilfe der Addition und Multiplikation in einem endlichen Körper werden hier Verknüpfungen mit schwächeren algebraischen Eigenschaften definiert, die aus dem Körper z. B. einen Ternär- oder Quasikörper machen. Auf diesen verallgemeinerten Körpern können dann projektive und affine Ebenen konstruiert werden.
Die Anzahl der Elemente eines endlichen Körpers ist immer eine Primzahlpotenz. Für jede Primzahl {\displaystyle p} und jede positive natürliche Zahl {\displaystyle n} existiert (bis auf Isomorphie) genau ein Körper mit {\displaystyle p^{n}} Elementen, der mit {\displaystyle \mathbb {F} _{p^{n}}} oder {\displaystyle \operatorname {GF} (p^{n})} bezeichnet wird. {\displaystyle \mathbb {F} _{p}=\operatorname {GF} (p)} ist der Körper der Restklassen ganzer Zahlen modulo {\displaystyle p}.
E. H. Moore prägte wohl 1893 den englischen Begriff Galois field zu Ehren von Évariste Galois, der bereits mit gewissen imaginären Zahlen modulo {\displaystyle p} gerechnet hat.
Der Satz von Wedderburn sagt aus, dass die Multiplikation in einem endlichen Schiefkörper notwendig kommutativ ist. Das heißt, dass endliche Schiefkörper stets endliche Körper sind.

## Einführung
In der Mathematik bezeichnet ein Körper eine Menge, innerhalb der, einfach gesprochen, mit den vier Grundrechenarten gerechnet werden kann. Dabei sollen die aus der Schulmathematik bekannten Regeln des Kommutativgesetzes (Vertauschbarkeit bei „Plus“ und „Mal“), Assoziativgesetzes (Vertauschbarkeit von Klammern bei „nur Plus“ oder „nur Mal“) und Distributivgesetzes („Ausklammern“ und „Ausmultiplizieren“) gelten. Außerdem muss stets das Element {\displaystyle 0} (neutrales Element der Addition) und {\displaystyle 1} (neutrales Element der Multiplikation) Teil eines Körpers sein. Insbesondere soll durch jede Zahl ungleich der {\displaystyle 0} dividiert werden können. Wichtige Beispiele sind der Körper der reellen Zahlen (Bezeichnung: {\displaystyle \mathbb {R} }) oder der Körper der rationalen Zahlen (Bezeichnung: {\displaystyle \mathbb {Q} }).
Eine Fragestellung aus der Algebra ist, wie Körper aussehen können, also in welchen Typen von Mengen ein „abgeschlossenes Rechnen“ möglich ist. Bemerkenswert in diesem Kontext ist, dass auch Körper {\displaystyle \mathbb {K} } mit nur endlich vielen Elementen existieren. Das Rechnen in diesen Bereichen weicht, obwohl die Gesetze letztlich die gleichen sind, von der „klassischen Anschauung“ ab. Das beginnt damit, dass die Elemente
{\displaystyle 1=1,\qquad 1+1=2,\qquad 1+1+1=3,\qquad 1+1+1+1=4,\qquad \cdots }
nicht alle verschieden sein können, da {\displaystyle \mathbb {K} } nur endlich viele Elemente hat. Da man stets {\displaystyle 0\not =1} hat (sonst wäre {\displaystyle \mathbb {K} =\{0\}}, und diesen trivialen Fall schließt man aus), gibt es damit eine kleinste natürliche Zahl {\displaystyle p}, sodass
{\displaystyle \underbrace {1+1+\cdots +1} _{p-{\text{mal}}}=0}
in {\displaystyle \mathbb {K} } erstmals erfüllt ist. Diese Kennzahl wird Charakteristik des Körpers {\displaystyle \mathbb {K} } genannt, also {\displaystyle \mathrm {char} (\mathbb {K} )=p}. Sie ist stets eine Primzahl, denn wäre zum Beispiel {\displaystyle \mathrm {char} (\mathbb {K} )=2\cdot 3} zusammengesetzt, so müsste {\displaystyle 2\cdot 3=0} sein, und es wäre bereits {\displaystyle 2=1+1=0} oder {\displaystyle 3=1+1+1=0}, also {\displaystyle \mathrm {char} (\mathbb {K} )\leq 3}, was der Annahme {\displaystyle \mathrm {char} (\mathbb {K} )=6} wegen der Minimalität der Charakteristik direkt widerspräche.
Um das Rechnen in endlichen Körpern genau zu verstehen, ist der Umgang mit Resten bei Divisionsaufgaben notwendig. Nichttriviale Reste entstehen bei Divisionen, die nicht aufgehen. Etwa ist {\displaystyle 19} geteilt durch {\displaystyle 5} gleich {\displaystyle 3} mit Rest {\displaystyle 4}. In den einfachsten Beispielen endlicher Körper wird mit genau diesen Resten gerechnet. Dies kann anhand eines Beispiels demonstriert werden: Es gibt genau fünf mögliche Reste bei der Division durch {\displaystyle 5}, und diese korrespondieren zu
{\displaystyle \left\{{\overline {0}},{\overline {1}},{\overline {2}},{\overline {3}},{\overline {4}}\right\}=\{0+5\mathbb {Z} ,1+5\mathbb {Z} ,2+5\mathbb {Z} ,3+5\mathbb {Z} ,4+5\mathbb {Z} \}}
mit {\displaystyle \mathbb {Z} =} Menge der ganzen Zahlen, und {\displaystyle 5\mathbb {Z} =\{\ldots ,-10,-5,0,5,10,\ldots \}} (d. h. alle ganzen Vielfache der Zahl {\displaystyle 5}). Dabei bedeuten die Über-Striche, dass alle Zahlen, die bei Division mit {\displaystyle 5} den entsprechenden Rest haben, gemeinsam bzw. gebündelt betrachtet werden. Etwa besteht
{\displaystyle {\overline {4}}:=4+5\mathbb {Z} =\{\ldots ,-6,-1,4,9,14,19,\ldots \}}
aus genau jenen Zahlen, die bei Division mit {\displaystyle 5} den Rest {\displaystyle 4} haben. Die Zahlen von {\displaystyle 0} bis {\displaystyle 4} sind ferner lediglich Repräsentanten einer ganzen Restklasse, zum Beispiel gelten die Gleichheiten
{\displaystyle \cdots ={\overline {-6}}={\overline {-1}}={\overline {4}}={\overline {9}}={\overline {14}}={\overline {19}}=\cdots .}
Die jeweiligen Repräsentanten ergeben bei Division durch {\displaystyle 5} alle denselben Rest {\displaystyle 4} und gehören so zur selben Restklasse. Man sieht damit, dass additive Vielfache von {\displaystyle 5} in diesem Beispiel für die Zugehörigkeit zur gleichen Restklasse stets keine Rolle spielen. Mit anderen Worten: Während eine ganze Zahl stets erst durch ihre Zählgröße vollständig bestimmt ist, handelt es sich bei Restklassen um reduzierte Zahlen. Nur noch der Rest ist entscheidend, nicht mehr die Größe.
Mit Restklassen modulo {\displaystyle 5} kann nun in den vier Grundrechenarten gerechnet werden. Dabei gelten im Grunde dieselben Regeln wie beim Rechnen in den ganzen Zahlen {\displaystyle \mathbb {Z} }: Zum Beispiel ist
{\displaystyle {\overline {4}}+{\overline {4}}={\overline {8}}={\overline {3}}\quad } (Bedeutung: Die Summe zweier beliebiger Zahlen mit Rest {\displaystyle 4} bei Division durch {\displaystyle 5} hat stets Rest {\displaystyle 3} bei Division durch {\displaystyle 5}, etwa {\displaystyle 14+34=48} oder {\displaystyle 29+4=33}.)
{\displaystyle {\overline {4}}-{\overline {39}}={\overline {-35}}={\overline {0}}\quad } (Bedeutung: Die Differenz zweier beliebiger Zahlen mit dem selben Rest, etwa {\displaystyle 4}, bei Division durch {\displaystyle 5}, ist stets durch {\displaystyle 5} teilbar, hat also Rest {\displaystyle 0}.)
{\displaystyle {\overline {2}}\cdot {\overline {3}}={\overline {6}}={\overline {1}}\quad } (Bedeutung: Das Produkt zweier beliebiger Zahlen mit Rest {\displaystyle 2} bzw. {\displaystyle 3} bei Division durch {\displaystyle 5} hat stets Rest {\displaystyle 1} bei Division durch {\displaystyle 5}, etwa {\displaystyle 12\cdot 13=156} oder {\displaystyle 2\cdot 33=66.})
Wichtig ist an dieser Stelle, zu zeigen, dass dies wohldefiniert ist, dass also bei der Auswahl anderer Repräsentanten stets das gleiche Ergebnis herauskommt. Da die Differenz zweier Repräsentanten aber stets durch {\displaystyle 5} teilbar ist, liegt dies auf der Hand: Zum Beispiel ist (vgl. oberes Beispiel)
{\displaystyle {\overline {14}}+{\overline {34}}={\overline {48}}={\overline {3}}}
aber auch
{\displaystyle {\overline {29}}+{\overline {4}}={\overline {33}}={\overline {3}}.}
Ganz ähnliche Überlegungen gelten bei der Wohldefiniertheit der Multiplikation.
Auch die Division ist innerhalb von {\displaystyle \left\{{\overline {0}},{\overline {1}},{\overline {2}},{\overline {3}},{\overline {4}}\right\}} möglich (schließt man {\displaystyle {\overline {0}}} aus), denn um allgemein dividieren zu können, ist für jedes {\displaystyle a} lediglich die Existenz eines Inversen {\displaystyle b} mit
{\displaystyle ab=1}
vonnöten (wie etwa {\displaystyle 3} und {\displaystyle {\tfrac {1}{3}}} im Fall der rationalen Zahlen). Für den Nachweis, dass es stets ein Inverses gibt, ist entscheidend, dass {\displaystyle 5} eine Primzahl ist: Teilt eine Primzahl ein Produkt {\displaystyle mn} zweier ganzer Zahlen, muss bereits mindestens einer der Faktoren durch diese teilbar sein. Hat man dies zur Hand, ist die Argumentation die folgende: Für ein Element {\displaystyle {\overline {a}}\in \left\{{\overline {1}},{\overline {2}},{\overline {3}},{\overline {4}}\right\}}, das man invertieren möchte, betrachtet man alle möglichen Vielfachen (ungleich Null):
{\displaystyle {\overline {1}}\cdot {\overline {a}},\quad {\overline {2}}\cdot {\overline {a}},\quad {\overline {3}}\cdot {\overline {a}},\quad {\overline {4}}\cdot {\overline {a}}.}
Die Restklasse {\displaystyle {\overline {0}}} taucht in dieser Liste nicht auf, denn keine der Zahlen {\displaystyle 1a,2a,3a,4a} ist durch {\displaystyle 5} teilbar. Ferner sind alle Einträge der Liste paarweise verschieden, denn es ist {\displaystyle {\overline {m}}\cdot {\overline {a}}={\overline {n}}\cdot {\overline {a}}} gleichbedeutend damit, dass {\displaystyle ({\overline {m}}-{\overline {n}})\cdot {\overline {a}}={\overline {0}}}, ergo {\displaystyle 5|(m-n)a}. Da {\displaystyle a} nicht durch {\displaystyle 5} teilbar ist, muss {\displaystyle m-n} durch {\displaystyle 5} teilbar sein. Die Differenz {\displaystyle m-n} liegt nach Wahl der obigen Repräsentanten {\displaystyle 1\leq m,n\leq 4} im Intervall {\displaystyle -3\leq m-n\leq 3}, und nur die {\displaystyle 0} ist dort durch {\displaystyle 5} teilbar. Also ist {\displaystyle m=n}. Es muss also die Restklasse {\displaystyle {\overline {1}}} irgendwo in der obigen Liste auftauchen und ein Inverses ist gefunden. Zum Beispiel ist {\displaystyle {\overline {2}}} ein Inverses zu {\displaystyle {\overline {3}}} modulo {\displaystyle 5}, da {\displaystyle {\overline {2}}\cdot {\overline {3}}={\overline {6}}={\overline {1}}}. Da im Wesentlichen „weiterhin in den ganzen Zahlen gerechnet wird“, bleiben Kommutativgesetz, Assoziativgesetz und Distributivgesetz erhalten, womit die Restklassenmenge {\displaystyle \mathbb {F} _{5}:=\left\{{\overline {0}},{\overline {1}},{\overline {2}},{\overline {3}},{\overline {4}}\right\}} in der Tat einen Körper bildet.
Diese ganze Argumentation beschränkt sich nicht auf die Primzahl {\displaystyle 5}, sondern es kann zu jeder Primzahl {\displaystyle p} ein entsprechender endlicher Körper angegeben werden:
{\displaystyle \mathbb {F} _{2}=\left\{{\overline {0}},{\overline {1}}\right\},\qquad \mathbb {F} _{3}=\left\{{\overline {0}},{\overline {1}},{\overline {2}}\right\},\qquad \mathbb {F} _{5}=\left\{{\overline {0}},{\overline {1}},{\overline {2}},{\overline {3}},{\overline {4}}\right\},\qquad \mathbb {F} _{7}=\left\{{\overline {0}},{\overline {1}},{\overline {2}},{\overline {3}},{\overline {4}},{\overline {5}},{\overline {6}}\right\},\qquad \mathbb {F} _{11}=\left\{{\overline {0}},{\overline {1}},{\overline {2}},{\overline {3}},{\overline {4}},{\overline {5}},{\overline {6}},{\overline {7}},{\overline {8}},{\overline {9}},{\overline {10}}\right\},\qquad \ldots }
usw. Dabei müssen die durch die Über-Striche angedeuteten Restklassen natürlich stets auf die betroffene Primzahl angewendet werden.

### Beispiel: Der Körper mit 2 Elementen
Die Restklassen modulo 2 bilden den Körper {\displaystyle \mathbb {F} _{2}=\operatorname {GF} (2)} mit zwei Elementen. {\textstyle 0} repräsentiere die Restklasse {\displaystyle 2\mathbb {Z} } der geraden Zahlen, {\displaystyle 1} die Restklasse {\displaystyle 1+2\mathbb {Z} } der ungeraden Zahlen. Für die Addition gilt:
{\displaystyle 0+0=0,\qquad 0+1=1,\qquad 1+0=1,\qquad 1+1=0}
Für die Multiplikation gilt:
{\displaystyle 0\cdot 0=0\cdot 1=1\cdot 0=0} und {\displaystyle 1\cdot 1=1}

## Klassifikation endlicher Körper
Ist {\displaystyle \mathbb {K} } ein endlicher Körper, so ist der Kern des Ringhomomorphismus {\displaystyle f\colon \mathbb {Z} \to \mathbb {K} }, {\displaystyle n\mapsto n\cdot 1} stets von der Form {\displaystyle p\mathbb {Z} } mit einer gewissen Primzahl {\displaystyle p}, d. h., er besteht aus allen Vielfachen von {\displaystyle p}. Dabei beachte man, dass 1 keine Primzahl ist. Diese Primzahl {\displaystyle p} heißt die Charakteristik von {\displaystyle \mathbb {K} }. Das Bild von {\displaystyle f} ist nach dem Homomorphiesatz für Ringe isomorph zum Restklassenkörper {\displaystyle \mathbb {Z} /p\mathbb {Z} } und heißt der Primkörper von {\displaystyle \mathbb {K} }. Als endlicher Erweiterungskörper ist {\displaystyle \mathbb {K} } zugleich ein {\displaystyle n}-dimensionaler Vektorraum über seinem Primkörper. Somit hat {\displaystyle \mathbb {K} } genau {\displaystyle q=p^{n}} Elemente.
In einem Körper {\displaystyle \mathbb {K} } mit Charakteristik {\displaystyle p>0} ist die Abbildung
{\displaystyle {\mathcal {F}}\colon \mathbb {K} \to \mathbb {K} :x\mapsto x^{p}}
wegen
{\displaystyle (x+y)^{p}=x^{p}+y^{p}}
ein Homomorphismus additiver Gruppen.
Die übrigen nach der binomischen Formel auf der rechten Seite auftretenden Summanden fallen wegen {\displaystyle {\tbinom {p}{i}}\equiv 0{\pmod {p}}} für {\displaystyle 1\leq i<p} fort. {\displaystyle {\mathcal {F}}} trägt zu Ehren Ferdinand Georg Frobenius’ den Namen Frobeniushomomorphismus, der ein Automorphismus ist und deshalb auch Frobeniusautomorphismus genannt wird. Der Primkörper wird durch {\displaystyle {\mathcal {F}}} punktweise fixiert (in der Tat ist z. B. {\displaystyle 4^{7}-4} ein Vielfaches von 7). Ebenso ist {\displaystyle {\mathcal {F}}^{n}=\mathrm {id} } auf jedem Körper mit {\displaystyle q=p^{n}} Elementen. Andererseits besitzt {\displaystyle x^{p^{n}}-x} als Polynom vom Grad {\displaystyle p^{n}} höchstens {\displaystyle p^{n}} verschiedene Nullstellen. Diese sind alle durch die Elemente von {\displaystyle \mathbb {K} } erfasst.
Hieraus lässt sich folgern:
- Für jede Primzahl {\displaystyle p} und jede natürliche Zahl {\displaystyle n} gibt es bis auf Isomorphie genau einen Körper {\displaystyle \mathbb {F} _{q}} mit {\displaystyle q=p^{n}} Elementen.
- Dieser stellt eine Galois-Erweiterung seines Primkörpers dar.
- Die Galoisgruppe ist zyklisch von Ordnung {\displaystyle n} und wird von {\displaystyle {\mathcal {F}}} erzeugt.

Weitere Eigenschaften endlicher Körper:
- Alle Elemente außer 0 der additiven Gruppe eines endlichen Körpers der Charakteristik {\displaystyle p} haben Ordnung {\displaystyle p.}
- Wie bei jeder endlichen separablen Körpererweiterung gibt es stets ein primitives Element, also ein {\displaystyle x\in \mathbb {F} _{q}} derart, dass der Erweiterungskörper durch Adjunktion nur dieses einen Elements entsteht. Ist {\displaystyle f\in \mathbb {F} _{p}[X]} das Minimalpolynom von {\displaystyle x,} so hat {\displaystyle f} den Grad {\displaystyle n} und es gilt {\displaystyle \mathbb {F} _{q}\cong \mathbb {F} _{p}[X]/(f)}. Ferner ist {\displaystyle \mathbb {F} _{q}} stets bereits der Zerfällungskörper von {\displaystyle f}, d. h., {\displaystyle f} zerfällt über {\displaystyle \mathbb {F} _{q}} vollständig in Linearfaktoren.
- Ist {\displaystyle m} ein Teiler von {\displaystyle n}, so ist {\displaystyle \mathbb {F} _{p^{m}}\subset \mathbb {F} _{p^{n}}} eine Galois-Erweiterung vom Grad {\displaystyle n/m}. Die zugehörige Galois-Gruppe ist ebenfalls zyklisch und wird von der {\displaystyle m}-ten Potenz {\displaystyle {\mathcal {F}}^{m}} des Frobeniusautomorphismus erzeugt.

## Multiplikative Gruppe und diskreter Logarithmus
Die multiplikative Gruppe {\displaystyle \mathbb {F} _{q}^{*}} (oder auch {\displaystyle \mathbb {F} _{q}^{\times }}) des endlichen Körpers {\displaystyle \mathbb {F} _{q}} besteht aus allen Elementen des Körpers mit Ausnahme der Null. Die Gruppenoperation ist die Multiplikation des Körpers.
Die multiplikative Gruppe ist eine zyklische Gruppe mit {\displaystyle q-1} Elementen. Da deshalb für alle Elemente {\displaystyle x} dieser Gruppe {\displaystyle x^{q-1}=1} gilt, ist jedes Element eine {\displaystyle (q-1)}-te Einheitswurzel des Körpers. Diejenigen Einheitswurzeln, die Erzeuger der multiplikativen Gruppe sind, werden als primitive Einheitswurzeln oder Primitivwurzeln bezeichnet. Es sind dies die {\displaystyle \varphi (q-1)} verschiedenen Nullstellen des {\displaystyle (q-1)}-ten Kreisteilungspolynoms. ({\displaystyle \varphi } bezeichnet die eulersche φ-Funktion.)
Ist {\displaystyle x} eine Primitivwurzel der multiplikativen Gruppe {\displaystyle \mathbb {F} _{q}^{*}}, dann lässt sich die multiplikative Gruppe als Menge {\displaystyle \left\{x^{0},x^{1},x^{2},\dotsc ,x^{q-2}\right\}} darstellen. Ein solches {\displaystyle x} wird daher auch als Erzeuger oder Generator bezeichnet. Für jedes Element {\displaystyle a} gibt es eine eindeutig bestimmte Zahl {\displaystyle m\in \{0,1,2,\dotsc ,q-2\}} mit {\displaystyle a=x^{m}}. Diese Zahl {\displaystyle m} heißt diskreter Logarithmus von {\displaystyle a} zur Basis {\displaystyle x}. Obwohl sich {\displaystyle x^{m}} für jedes {\displaystyle m} problemlos berechnen lässt, ist die Aufgabe, zu gegebenem {\displaystyle a} den diskreten Logarithmus {\displaystyle m} zu finden, nach gegenwärtigem Wissensstand für große Zahlen {\displaystyle q} ein extrem rechenaufwändiger Vorgang. Deshalb findet der diskrete Logarithmus Anwendung in der Kryptographie, etwa beim Diffie-Hellman-Schlüsselaustausch.

## Weitere Beispiele
Der Körper {\displaystyle \mathbb {F} _{p^{n}}} kann mit Hilfe des Primkörpers {\displaystyle \mathbb {F} _{p}\cong \mathbb {Z} /p\mathbb {Z} } konstruiert werden: Da {\displaystyle \mathbb {F} _{p}[X]} ein Hauptidealring ist, erzeugt jedes irreduzible Element ein maximales Ideal. Für ein irreduzibles Polynom {\displaystyle f(X)\in \mathbb {F} _{p}[X]} vom Grad {\displaystyle n} ist der Faktorring {\displaystyle \mathbb {F} _{p}[X]/(f(X))} damit ein Körper mit {\displaystyle p^{n}} Elementen.

### Der Körper mit 4 Elementen
Für den Fall {\displaystyle p^{n}=2^{2}} wird ein irreduzibles Polynom 2-ten Grades über {\displaystyle \mathbb {F} _{2}} gesucht. Es existiert nur ein einziges, nämlich {\displaystyle f(X)=X^{2}+X+1}. Die Elemente des Körpers {\displaystyle \mathbb {F} _{4}} sind die Restklassen des Faktorrings {\displaystyle \mathbb {F} _{2}[X]/(f(X))}. Die {\displaystyle X} enthaltende Restklasse sei mit {\displaystyle x} bezeichnet, so dass {\displaystyle x} Nullstelle von {\displaystyle f(X)} in {\displaystyle \mathbb {F} _{2}[X]} ist. Die andere Nullstelle ist dann {\displaystyle x+1,} denn es ist
{\displaystyle (x+1)^{2}+(x+1)+1=x^{2}+2x+1+x+1+1=x^{2}+x+1=f(x)=0.}
Das Produkt von {\displaystyle x,x+1\in \mathbb {F} _{4}} berechnet sich beispielsweise dann als
{\displaystyle x\times (x+1)=x^{2}+x=1+x^{2}+x+1=1+f(x)=1}.
Die vollständigen Verknüpfungstafeln für Addition (+) und Multiplikation (×) in {\displaystyle \mathbb {F} _{4}} lauten:
| +   | 0   | 1   | x   | x+1 |
| --- | --- | --- | --- | --- |
| 0   | 0   | 1   | x   | x+1 |
| 1   | 1   | 0   | x+1 | x   |
| x   | x   | x+1 | 0   | 1   |
| x+1 | x+1 | x   | 1   | 0   |

| ×   | 0 | 1   | x   | x+1 |
| --- | - | --- | --- | --- |
| 0   | 0 | 0   | 0   | 0   |
| 1   | 0 | 1   | x   | x+1 |
| x   | 0 | x   | x+1 | 1   |
| x+1 | 0 | x+1 | 1   | x   |

Farblich hinterlegt ist der Unterkörper {\displaystyle \mathbb {F} _{2}}.

### Der Körper mit 49 Elementen
Im Primkörper {\displaystyle \mathbb {F} _{7}\cong \mathbb {Z} /7\mathbb {Z} } ist −1 kein Quadrat. Dies folgt aus dem 1. Ergänzungssatz zum quadratischen Reziprozitätsgesetz von Carl Friedrich Gauß oder – bei einer derart kleinen Primzahl – durch explizites Quadrieren aller sechs Elemente der multiplikativen Gruppe. So wie die komplexen Zahlen {\displaystyle \mathbb {C} } aus den reellen Zahlen durch Adjunktion einer Zahl {\displaystyle \mathrm {i} } mit {\displaystyle \mathrm {i} ^{2}=-1} entstehen, lässt sich auch {\displaystyle \mathbb {F} _{49}} aus {\displaystyle \mathbb {F} _{7}} durch Adjunktion einer „Zahl“ {\displaystyle j} mit {\displaystyle j^{2}=-1=6} gewinnen; formal korrekt als {\displaystyle \mathbb {F} _{49}\cong \mathbb {F} _{7}[X]/(X^{2}+1).} Gleichzeitig ist {\displaystyle \mathbb {F} _{49}\cong \mathbb {Z} [\,\mathrm {i} \,]/(7)} auch ein Faktorring des Rings der ganzen Gaußschen Zahlen.

### Der Körper mit 25 Elementen
In Charakteristik 5 ist −1 stets ein Quadrat: {\displaystyle 2^{2}\equiv -1{\pmod {5}}}. Keine Quadrate modulo 5 sind jedoch die Zahlen 2 und 3. (In Charakteristik {\displaystyle p} mit {\displaystyle p>2} sind stets genau die Hälfte der Elemente der multiplikativen Gruppe {\displaystyle \mathbb {F} _{q}^{*}} Quadrate bzw. Nichtquadrate.) Man kann also den Körper mit 25 Elementen als {\displaystyle \mathbb {F} _{5}[X]/(X^{2}-2)}, also durch Adjunktion von {\displaystyle {\sqrt {2}}} erhalten.

## Zur historischen Entwicklung
Dass man mit Zahlen modulo einer Primzahl „wie mit rationalen Zahlen“ rechnen kann, hatte bereits Gauß gezeigt. Galois führte in die Rechnung modulo {\displaystyle p} imaginäre Zahlgrößen ein, ganz so wie die imaginäre Einheit {\displaystyle \mathrm {i} } in den komplexen Zahlen. Damit hat er wohl als erster Körpererweiterungen von {\displaystyle \mathbb {F} _{p}} betrachtet – wenn auch der abstrakte Körperbegriff erst 1895 durch Heinrich Weber eingeführt wurde und Frobenius als Erster diesen 1896 auf endliche Strukturen ausdehnte. Daneben bzw. zuvor hat offenbar Eliakim Hastings Moore 1893 bereits endliche Körper studiert und den Namen Galois field eingeführt.